# Aequatorium
Aequatorium, rod glavočika smješten u podtribus Tussilagininae. Potoji 13 priznatih vrsta raširenih po sjevernim krajevima Južne Amerike, od Ekvadora do Venezuele.

## Vrste
1. Aequatorium albiflorum (Wedd.) Cuatrec. & S.Díaz
2. Aequatorium asterotrichum B.Nord.
3. Aequatorium caucanum S.Díaz & Cuatrec.
4. Aequatorium jamesonii (S.F.Blake) C.Jeffrey
5. Aequatorium latibracteolatum S.Díaz & Cuatrec.
6. Aequatorium lepidotum B.Nord.
7. Aequatorium palealbum S.Díaz & A.Correa
8. Aequatorium polygonoides B.Nord.
9. Aequatorium repandiforme B.Nord.
10. Aequatorium sinuatifolium S.Díaz & Cuatrec.
11. Aequatorium tatamanum S.Díaz & A.Correa
12. Aequatorium venezuelanum V.M.Badillo
13. Aequatorium verrucosum (Wedd.) S.Díaz & Cuatrec.